# La Vuelta
La Vuelta är en ort i Mexiko.   Den ligger i kommunen Navolato och delstaten Sinaloa, i den västra delen av landet, 1 100 km nordväst om huvudstaden Mexico City. La Vuelta ligger 12 meter över havet och antalet invånare är 640.
Terrängen runt La Vuelta är mycket platt. Runt La Vuelta är det ganska tätbefolkat, med 155 invånare per kvadratkilometer. Närmaste större samhälle är Navolato, 5,7 km norr om La Vuelta. Trakten runt La Vuelta består till största delen av jordbruksmark.